# Isla Caldwell
Isla Caldwell är en ö i Ecuador.   Den ligger i provinsen Galápagos, i den västra delen av landet, 1 300 km väster om huvudstaden Quito.